# Número primo de Fibonacci
Un número primo de Fibonacci es un número de Fibonacci que es primo, un tipo de secuencia de números enteros primos.
Los primeros números primos de Fibonacci son (sucesión A005478 en OEIS):
2, 3, 5, 13, 89, 233, 1597, 28657, 514229, 433494437, 2971215073, ....

## Primos de Fibonacci conocidos
No se sabe si hay infinitos números primos de Fibonacci. Con la indexación comenzando con F1=F2=1, los primeros 34 son Fn para los n valores (sucesión A001605 en OEIS):
n = 3, 4, 5, 7, 11, 13, 17, 23, 29, 43, 47, 83, 131, 137, 359, 431, 433, 449, 509, 569, 571, 2971, 4723, 5387, 9311, 9677, 14431, 25561, 30757, 35999, 37511, 50833, 81839, 104911.
Además de estos primos de Fibonacci probados, se han encontrado probables primos para
n = 130021, 148091, 201107, 397379, 433781, 590041, 593689, 604711, 931517, 1049897, 1285607, 1636007, 1803059, 1968721, 2904353, 3244369, 3340367.
Excepto por el caso n = 4, todos los números primos de Fibonacci tienen un índice primo, porque si a divide a b, entonces {\displaystyle F_{a}} también divide {\displaystyle F_{b}}, pero no todo primo es el índice de un primo de Fibonacci.
F p es primo para 8 de los primeros 10 primos p ; las excepciones son F 2 = 1 y F 19 = 4181 = 37 × 113. Sin embargo, los números primos de Fibonacci parecen volverse más raros a medida que aumenta el índice. F p es primo para solo 26 de los 1,229 primos p por debajo de 10,000. El número de factores primos en los números de Fibonacci con índice primo son:
0, 1, 1, 1, 1, 1, 1, 2, 1, 1, 2, 3, 2, 1, 1, 2, 2, 2, 3, 2, 2, 2, 1, 2, 4, 2, 3, 2, 2, 2, 2, 1, 1, 3, 4, 2, 4, 4, 2, 2, 3, 3, 2, 2, 4, 2, 4, 4, 2, 5, 3, 4, 3, 2, 3, 3, 4, 2, 2, 3, 4, 2, 4, 4, 4, 3, 2, 3, 5, 4, 2, 1, ... (sucesión A080345 en OEIS)
A marzo de 2017, el mayor número de Fibonacci primo conocido es F104911, con 21925 dígitos. Mathew Steine y Bouk de Water demostraron que era primo en 2015. El principal número de Fibonacci primo probable más grande conocido es F3340367. Fue encontrado por Henri Lifchitz en 2018. Nick MacKinnon demostró que los únicos números de Fibonacci que también son miembros del conjunto de primos gemelos son 3, 5 y 13.

## Divisibilidad de los números de Fibonacci
Un primo {\displaystyle p} divide {\displaystyle F_{p-1}} si y solo si p es congruente con ±1 módulo 5, y p divide {\displaystyle F_{p+1}} si y solo si es congruente con ±2 módulo 5. (Para p=5, F5=5 entonces 5 divide F5)
Los números de Fibonacci que tienen un índice primo p no comparten ningún divisor común mayor que 1 con los números de Fibonacci anteriores, debido a la identidad:
{\displaystyle \gcd(F_{n},F_{m})=F_{\gcd(n,m)},}
lo que implica la infinitud de primos ya que {\displaystyle F_{p}} es divisible por al menos un primo para todo {\displaystyle p>2}.
For n ≥ 3, Fn divide Fm si y solo si n divide m.
Si suponemos que m es un número primo p, y n es menor que p, entonces está claro que Fp, no puede compartir ningún divisor común con los números de Fibonacci precedentes.
{\displaystyle \gcd(F_{p},F_{n})=F_{\gcd(p,n)}=F_{1}=1.}
Esto significa que Fp siempre tendrá factores característicos o será un factor característico principal en sí mismo. El número de factores primos distintos de cada número de Fibonacci se puede expresar en términos simples.
- Fnk es un múltiplo de Fk para todos los valores de n y k tales que n≥1 y k≥1.[8] Es seguro decir que Fnk tendrá "al menos" el mismo número de factores primos distintos que Fk. Todo Fp no tendrá factores de Fk, pero "al menos" un nuevo primo característico del teorema de Carmichael.

- El teorema de Carmichael se aplica a todos los números de Fibonacci excepto a 4 casos especiales: {\displaystyle F_{1}=F_{2}=1,F_{6}=8} y {\displaystyle F_{12}=144.} Si se miran los factores primos de un número de Fibonacci, habrá al menos uno de ellos que nunca antes apareció como factor en ningún número de Fibonacci anterior. Sea πn el número de factores primos distintos de Fn. (sucesión A022307 en OEIS)

Si k | n entonces {\displaystyle \pi _{n}\geqslant \pi _{k}+1} excepto para {\displaystyle \pi _{6}=\pi _{3}=1.}
Si k = 1, y n es un primo impar, entonces 1 | p and {\displaystyle \pi _{p}\geqslant \pi _{1}+1=1.}
| n  | 0 | 1 | 2 | 3 | 4 | 5 | 6 | 7  | 8  | 9  | 10 | 11 | 12  | 13  | 14  | 15  | 16  | 17   | 18   | 19   | 20   | 21    | 22    | 23    | 24    | 25    |
| Fn | 0 | 1 | 1 | 2 | 3 | 5 | 8 | 13 | 21 | 34 | 55 | 89 | 144 | 233 | 377 | 610 | 987 | 1597 | 2584 | 4181 | 6765 | 10946 | 17711 | 28657 | 46368 | 75025 |
| πn | 0 | 0 | 0 | 1 | 1 | 1 | 1 | 1  | 2  | 2  | 2  | 1  | 2   | 1   | 2   | 3   | 3   | 1    | 3    | 2    | 4    | 3     | 2     | 1     | 4     | 2     |

El primer paso para encontrar el cociente característico de cualquier Fn es dividir los factores primos de todos los números de Fibonacci anteriores Fk para los cuales k|n.
Los cocientes exactos que quedan son factores primos que aún no han aparecido.
Si p y q son primos, entonces todos los factores de Fpq son característicos, excepto los de Fp y Fq.
{\displaystyle {\begin{aligned}\gcd(F_{pq},F_{q})&=F_{\gcd(pq,q)}=F_{q}\\\gcd(F_{pq},F_{p})&=F_{\gcd(pq,p)}=F_{p}\end{aligned}}}
Por lo tanto:
{\displaystyle \pi _{pq}\geqslant {\begin{cases}\pi _{p}+\pi _{q}+1&p\neq q\\\pi _{p}+1&p=q\end{cases}}}
El número de factores primos distintos de los números de Fibonacci con un índice primo es directamente relevante para la función de conteo. (sucesión A080345 en OEIS)
| p  | 2 | 3 | 5 | 7 | 11 | 13 | 17 | 19 | 23 | 29 | 31 | 37 | 41 | 43 | 47 | 53 | 59 | 61 | 67 | 71 | 73 | 79 | 83 | 89 | 97 |
| πp | 0 | 1 | 1 | 1 | 1  | 1  | 1  | 2  | 1  | 1  | 2  | 3  | 2  | 1  | 1  | 2  | 2  | 2  | 3  | 2  | 2  | 2  | 1  | 2  | 4  |

## Rango de aparición
Para un primo p, el índice más pequeño u > 0 tal que Fu es divisible por p se llama rango de aparición (a veces llamado punto de entrada de Fibonacci) de p y se denota a(p). El rango de aparición a(p) se define para cada primo p. El rango de aparición divide el período Pisano π (p) y permite determinar todos los números de Fibonacci divisibles por p.
Para la divisibilidad de los números de Fibonacci por las potencias de un primo, {\displaystyle p\geqslant 3,n\geqslant 2} y {\displaystyle k\geqslant 0}
{\displaystyle p^{n}\mid F_{a(p)kp^{n-1}}.}
En particular
{\displaystyle p^{2}\mid F_{a(p)p}.}

## Números primos de Wall-Sun-Sun
Un primo p ≠ 2, 5 se llama un primo de Fibonacci-Wieferich o un primo de Wall-Sun-Sun si {\displaystyle p^{2}\mid F_{q},} donde
{\displaystyle q=p-\left({\frac {p}{5}}\right)}
en el cual {\displaystyle \left({\tfrac {p}{5}}\right)} es el símbolo de Legendre definido como:
{\displaystyle \left({\frac {p}{5}}\right)={\begin{cases}1&p\equiv \pm 1{\bmod {5}}\\-1&p\equiv \pm 2{\bmod {5}}\end{cases}}}
Se sabe que para p≠2, 5, a(p) es un divisor de:
{\displaystyle p-\left({\frac {p}{5}}\right)={\begin{cases}p-1&p\equiv \pm 1{\bmod {5}}\\p+1&p\equiv \pm 2{\bmod {5}}\end{cases}}}
Por cada primo p que no sea un primo Wall-Sun-Sun, {\displaystyle a(p^{2})=pa(p)} como se ilustra en la siguiente tabla:
| p     | 2 | 3  | 5  | 7  | 11  | 13 | 17  | 19  | 23  | 29  | 31  | 37  | 41  | 43   | 47  | 53   | 59   | 61  |
| a(p)  | 3 | 4  | 5  | 8  | 10  | 7  | 9   | 18  | 24  | 14  | 30  | 19  | 20  | 44   | 16  | 27   | 58   | 15  |
| a(p2) | 6 | 12 | 25 | 56 | 110 | 91 | 153 | 342 | 552 | 406 | 930 | 703 | 820 | 1892 | 752 | 1431 | 3422 | 915 |

La existencia de números primos Wall-Sun-Sun es una conjetura.

## Parte primitiva de Fibonacci
La parte primitiva de los números de Fibonacci son
1, 1, 2, 3, 5, 4, 13, 7, 17, 11, 89, 6, 233, 29, 61, 47, 1597, 19, 4181, 41, 421, 199, 28657, 46, 15005, 521, 5777, 281, 514229, 31, 1346269, 2207, 19801, 3571, 141961, 321, 24157817, 9349, 135721, 2161, 165580141, 211, 433494437, 13201, 109441, ... (sucesión A061446 en OEIS)
El producto de los factores primos primitivos de los números de Fibonacci son
1, 1, 2, 3, 5, 1, 13, 7, 17, 11, 89, 1, 233, 29, 61, 47, 1597, 19, 4181, 41, 421, 199, 28657, 23, 3001, 521, 5777, 281, 514229, 31, 1346269, 2207, 19801, 3571, 141961, 107, 24157817, 9349, 135721, 2161, 165580141, 211, 433494437, 13201, 109441, 64079, 2971215073, 1103, 598364773, 15251, ... (sucesión A178763 en OEIS)
El primer caso de más de un factor primo primitivo es 4181 = 37 × 113 para {\displaystyle F_{19}}.
La parte primitiva tiene un factor primo no primitivo en algunos casos. La relación entre las dos secuencias anteriores es
1, 1, 1, 1, 1, 4, 1, 1, 1, 1, 1, 3, 1, 1, 1, 1, 1, 1, 1, 1, 1, 1, 1, 2, 5, 1, 1, 1, 1, 1, 1, 1, 1, 1, 1, 3, 1, 1, 1, 1, 1, 1, 1, 1, 1, 1, 1, 2, 1, 1, 1, 1, 1, 1, 1, 7, 1, 1, 1, 1, 1, 1, 1, 1, 1, 1, 1, 1, 1, 1, 1, 1, 1, 1, 1, 1, 1, 1, 1, 1, 1, 1, 1, 1, 1, 1, 1, 1, 1, 1, 13, 1, 1, .... (sucesión A178764 en OEIS)
Los números naturales n para los cuales {\displaystyle F_{n}} tiene exactamente un factor primo primitivo son
3, 4, 5, 7, 8, 9, 10, 11, 13, 14, 15, 16, 17, 18, 20, 21, 22, 23, 24, 25, 26, 28, 29, 30, 32, 33, 34, 35, 36, 38, 39, 40, 42, 43, 45, 47, 48, 51, 52, 54, 56, 60, 62, 63, 65, 66, 72, 74, 75, 76, 82, 83, 93, 94, 98, 105, 106, 108, 111, 112, 119, 121, 122, 123, 124, 125, 131, 132, 135, 136, 137, 140, 142, 144, 145, ... (sucesión A152012 en OEIS)
Si y solo si un primo p está en esta secuencia, entonces {\displaystyle F_{p}} es un primo de Fibonacci, y si y solo si 2p está en esta secuencia, entonces {\displaystyle L_{p}} es un primo de Lucas (donde {\displaystyle L_{n}} es la sucesión de Lucas), y si y solo si 2 n está en esta secuencia, entonces {\displaystyle L_{2^{n-1}}} es un primo de Lucas.
Número de factores primos primitivos de {\displaystyle F_{n}} son
0, 0, 1, 1, 1, 0, 1, 1, 1, 1, 1, 0, 1, 1, 1, 1, 1, 1, 2, 1, 1, 1, 1, 1, 1, 1, 2, 1, 1, 1, 2, 1, 1, 1, 1, 1, 3, 1, 1, 1, 2, 1, 1, 2, 1, 2, 1, 1, 2, 2, 1, 1, 2, 1, 2, 1, 2, 2, 2, 1, 2, 1, 1, 2, 1, 1, 3, 2, 3, 2, 2, 1, 2, 1, 1, 1, 2, 2, 2, 2, 3, 1, 1, 2, 2, 2, 2, 3, 2, 2, 2, 2, 1, 1, 3, 2, 4, 1, 2, 2, 2, 2, 3, 2, 1, 1, 2, 1, 2, 2, 1, 1, 2, 2, 2, 2, 2, 3, 1, 2, 1, 1, 1, 1, 1, 2, 2, 2, ... (sucesión A086597 en OEIS)
El factor primo menos primitivo de{\displaystyle F_{n}} son
1, 1, 2, 3, 5, 1, 13, 7, 17, 11, 89, 1, 233, 29, 61, 47, 1597, 19, 37, 41, 421, 199, 28657, 23, 3001, 521, 53, 281, 514229, 31, 557, 2207, 19801, 3571, 141961, 107, 73, 9349, 135721, 2161, 2789, 211, 433494437, 43, 109441, 139, 2971215073, 1103, 97, 101, ... (sucesión A001578 en OEIS)
Se conjetura que todos los factores primos de {\displaystyle F_{n}} son primitivos cuando {\displaystyle n} es un número primo.